# Голос предков
«Голос предков» (англ. Going Native) — одиннадцатый эпизод шестнадцатого сезона сериала «Южный Парк», его премьера состоялась 17 октября 2012 года.

## Сюжет
Баттерс становится раздражительным. Линда и Стивен понимают, что пришла пора рассказать своему сыну о том, что он не американец. Для самопознания и обретения душевного спокойствия Баттерс должен воссоединиться со своим народом, поэтому он вместе с Кенни отправляется на далёкий и уединённый остров Гавайи. Но внезапно всем коренным гавайцам аннулируют их карты на скидки. Это приводит в ярость всех коренных гавайцев, и они объединяются. Началась битва за Гавайи — в первый день они смогли потопить круизный лайнер (причём это сделал Баттерс, попавший мячом для гольфа в глаз капитана).